# マクドナルド郡 (ミズーリ州)
マクドナルド郡（英: McDonald County）は、アメリカ合衆国ミズーリ州の南西隅に位置する郡である。2010年国勢調査での人口は23,202人であり、2000年の21,681人から6.5％増加した。郡庁所在地はパインビル市（人口791人）であり、同郡で人口最大の都市はアンダーソン市（人口1,961人）である。マクドナルド郡は1849年3月3日に組織化され、郡名はアメリカ独立戦争の軍人アレクサンダー・マクドナルド軍曹に因んで名付けられた。
マクドナルド郡は、アーカンソー州に跨るファイエットビル・スプリングデール・ロジャーズ大都市圏に属している。

## 地理
アメリカ合衆国国勢調査局に拠れば、郡域全面積は539.70平方マイル (1,397.8 km2)であり、このうち陸地539.51平方マイル (1,397.3 km2)、水域は0.19平方マイル (0.49 km2)で水域率は0.04％である。

### 主要高規格道路
- アメリカ国道71号線
- ミズーリ州道43号線
- ミズーリ州道59号線
- ミズーリ州道76号線
- ミズーリ州道90号線

### 隣接する郡
- ニュートン郡 - 北
- バリー郡 - 東
- ベントン郡 (アーカンソー州) - 南
- デラウェア郡 (オクラホマ州) - 西
- オタワ郡 (オクラホマ州) - 北西

## 人口動態
以下は2000年の国勢調査による人口統計データである。
| 基礎データ - 人口: 21,681人 - 世帯数: 8,113 世帯 - 家族数: 5,865 家族 - 人口密度: 16人/km2（40人/mi2） - 住居数: 9,287軒 - 住居密度: 7軒/km2（17軒/mi2） 人種別人口構成 - 白人: 89.66% - アフリカン・アメリカン: 0.18% - ネイティブ・アメリカン: 2.88% - アジア人: 0.14% - 太平洋諸島系: 0.14% - その他の人種: 3.70% - 混血: 3.30% - ヒスパニック・ラテン系: 9.36% 先祖による構成 - アメリカ人：28.0％ - ドイツ系：11.5％ - アイルランド系：10.5％ - イギリス系：6.6％ 年齢別人口構成 - 18歳未満: 28.9% - 18-24歳: 8.7% - 25-44歳: 28.6% - 45-64歳: 22.6% - 65歳以上: 11.3% - 年齢の中央値: 34歳 - 性比（女性100人あたり男性の人口） - 総人口: 102.6 - 18歳以上: 99.5 | 世帯と家族（対世帯数） - 18歳未満の子供がいる: 35.7% - 結婚・同居している夫婦: 57.6% - 未婚・離婚・死別女性が世帯主: 9.6% - 非家族世帯: 27.7% - 単身世帯: 23.3% - 65歳以上の老人1人暮らし: 9.1% - 平均構成人数 - 世帯: 2.65人 - 家族: 3.11人 収入と家計 - 収入の中央値 - 世帯: 27,010米ドル - 家族: 31,530米ドル - 性別 - 男性: 23,434米ドル - 女性: 18,157米ドル - 人口1人あたり収入: 13,175米ドル - 貧困線以下 - 対人口: 20.7% - 対家族数: 15.6% - 18歳未満: 28.6% - 65歳以上: 17.2% |

## マクドナルド郡に起きた歴史的犯罪
1897年8月17日、パインビルで銀行強盗が発生し、1人の女性が強盗団に加わるという当時としては希な事件になった。女性はコーラ・ハバード、当時20歳であり、他にミズーリ出身で23歳のジョン・シーツ、31歳のアルバート・ホイットフィールド・"ホイット"・テニソンが、マクドナルド郡銀行に押し入り、総額589.23ドル（2009年の消費者物価換算では15,700米ドル）を盗んだ。3人とも間もなく逮捕され、投獄された。

## 都市と町
| - アンダーソン - カバーナ - ジンジャーブルー | - グッドマン - ジェーン - ラナガン | - ロングビュー - ノエル - パインビル - 郡庁所在地 | - パウェル - ロッキーコンフォート - サウスウェストシティ | - ティフシティ |  |

## 政治

### 地方
マクドナルド郡の地方レベルでは共和党が大半の政治を支配しており、郡の選挙で選ばれる役職を1人以外は独占している。

#### 国政
大統領選挙のレベルでは州南西部の郡と同様に、共和党支持の強い地盤ある。2000年と2004年の大統領選挙では、ジョージ・W・ブッシュが2対1以上の票差でマクドナルド郡を制した。2008年の選挙では、州内の田園部にある郡と同様、バラク・オバマよりジョン・マケインを選んだ。このように共和党の強い地盤ではあるが、1976年の選挙でジミー・カーターがマクドナルド郡を制し、過去50年間で民主党候補が制した州南西部の唯一の郡となった。
マクドナルド郡は州南西部バイブル・ベルトにある田園部郡と同様、社会的にまた文化的に保守的であり、それが共和党支持の傾向に強く影響している。2004年の州民投票では、結婚を男と女の結合として定義する州憲法改正案をマクドナルド郡は84.42％という圧倒的多数で賛成した。州全体でも71％の賛成で可決し、ミズーリ州は同性結婚を禁止する最初の州になった。2006年の州民投票では、胚性幹細胞の研究を予算化し、合法化する憲法改正案が掛けられたが、マクドナルド郡では57.02％が反対した。州全体では51%の賛成と辛うじて改正が成立し、胚性幹細胞の研究を最初に認めた州の1つになった。郡民は伝統的に社会問題に保守的であるが、最低賃金の増加のような人民主義的施策は支持する傾向にある。やはり2006年の州民投票で最低賃金を時間あたり6.50ドルに増やす命題については、マクドナルド郡では76.37％が支持した。この命題は州内のどの郡でも支持され、75.94％が賛成した。

#### 2008年大統領予備選挙
2008年の大統領予備選挙で、マクドナルド郡は二大政党の候補者をどちらも州全体と全国で二位に終わった者を選んだ。民主党の予備選挙ではヒラリー・クリントンが1位となったが、共和党予備選挙では元アーカンソー州知事のマイク・ハッカビーがクリントンより多い得票で1位になった。